# Sievekingia colombiana
Sievekingia colombiana là một loài thực vật có hoa trong họ Lan. Loài này được Garay miêu tả khoa học đầu tiên năm 1969.

## Hình ảnh

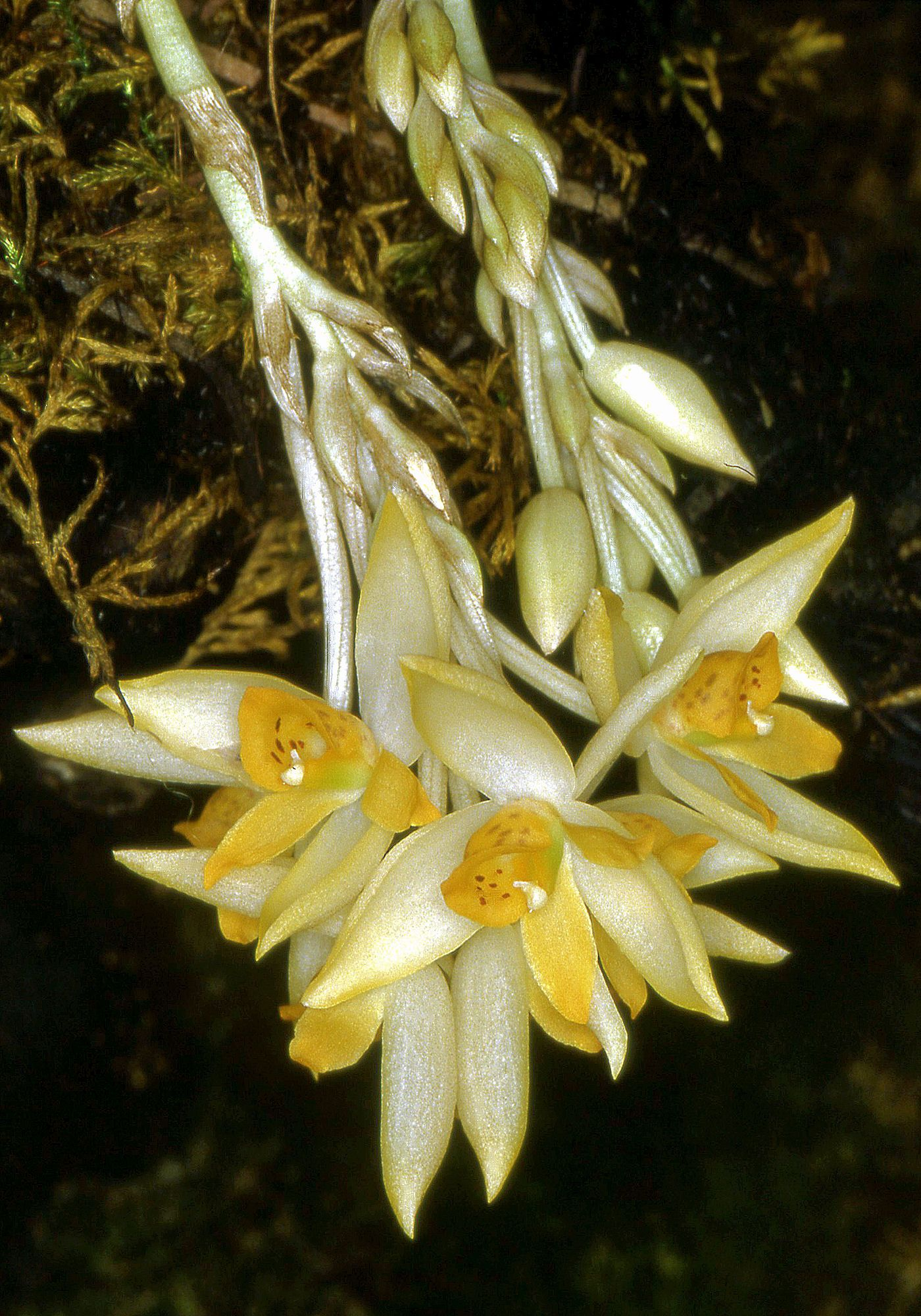